# Acacia microcephala
Acacia microcephala är en ärtväxtart som beskrevs av Leslie Pedley. Acacia microcephala ingår i släktet akacior, och familjen ärtväxter. Inga underarter finns listade i Catalogue of Life.